# Unió del Treball (Polònia)
Unió del Treball (polonès Unia Pracy) és un partit polític polonès membre de la Internacional Socialista, i del Partit Socialista Europeu. El partit va obtenir el 7,3% dels vots i 41 escons en les eleccions generals de 1993. A les eleccions generals de 1997 no va superar el mínim exigit del 5% i no va obtenir representació parlamentària. A les eleccions de 2001 es va presentar en coalició amb l'Aliança de l'Esquerra Democràtica i va aconseguir 16 escons dels 116 de la coalició. Alguns membres van abandonar el partit per a unir-se al Partit Socialdemòcrata de Polònia (SdPl). Al maig de 2004 va formar una aliança amb el SdPl en la qual ambdós partits van acordar presentar-se conjuntament a les eleccions generals, donant suport Marek Borowski com candidat per a les eleccions presidencials i formar un nou partit polític després de les eleccions. A la fi de 2006 va formar la coalició Esquerra i Demòcrates al costat d'altres partits de cara a les eleccions parlamentàries poloneses de 2007, que va treure el 13,2% dels vots i 53 escons. Cap d'ells, però, era de la Unió del Treball.

## Resultats electorals

### Sejm
| Any  | Vots                       | %                          | Escons   | +/– | Govern               |
| ---- | -------------------------- | -------------------------- | -------- | --- | -------------------- |
| 1993 | 1,005,004                  | 7.3 (#4)                   | 41 / 460 | Nou | Suport extern (1993) |
| 1993 | 1,005,004                  | 7.3 (#4)                   | 41 / 460 | Nou | Oposició (1994-97)   |
| 1997 | 620,611                    | 4.7 (#6)                   | 0 / 460  | 41  | Extraparlamentari    |
| 2001 | Coalició UP-SLD            | Coalició UP-SLD            | 16 / 460 | Nou | Coalició             |
| 2005 | A llistes del SDPL         | A llistes del SDPL         | 0 / 460  | 16  | Extraparlamentari    |
| 2007 | Dins Esquerra i Demòcrates | Dins Esquerra i Demòcrates | 0 / 460  | =   | Extraparlamentari    |
| 2011 | Dins la SLD                | Dins la SLD                | 0 / 460  | =   | Extraparlamentari    |
| 2015 | Dins Esquerra Unida        | Dins Esquerra Unida        | 0 / 460  | =   | Extraparlamentari    |
| 2019 | Dins la Coalició Cívica    | Dins la Coalició Cívica    | 0 / 460  | =   | Extraparlamentari    |
| 2023 | Dins L'Esquerra            | Dins L'Esquerra            | 0 / 460  | =   | Extraparlamentari    |

### Senat
| Any  | Vots                        | %                           | Escons  | +/– |
| ---- | --------------------------- | --------------------------- | ------- | --- |
| 1993 | 1,121,744                   | 4.11                        | 2 / 100 | Nou |
| 1997 | 520,130                     | 2.00                        | 0 / 100 | 2   |
| 2001 | Coalició UP-SLD             | Coalició UP-SLD             | 5 / 100 | 5   |
| 2005 | A llistes del SDPL          | A llistes del SDPL          | 0 / 100 | 5   |
| 2007 | Dins Esquerra i Demòcrates  | Dins Esquerra i Demòcrates  | 0 / 100 | =   |
| 2023 | Dins el Pacte del Senat '23 | Dins el Pacte del Senat '23 | 1 / 100 | 1   |

### Parlament Europeu
| Any  | Vots                | %                   | Escons | +/− | Grup |
| ---- | ------------------- | ------------------- | ------ | --- | ---- |
| 2004 | Coalició UP-SLD     | Coalició UP-SLD     | 1 / 54 | Nou | PES  |
| 2009 | Coalició UP-SLD     | Coalició UP-SLD     | 1 / 50 | =   | S&D  |
| 2014 | Coalició UP-SLD     | Coalició UP-SLD     | 1 / 51 | =   | S&D  |
| 2019 | Dins Esquerra Unida | Dins Esquerra Unida | 0 / 52 | 1   | −    |
| 2024 | Dins L'Esquerra     | Dins L'Esquerra     | 0 / 53 | =   | −    |